# Аспекян, Жак
Жак Аспекян (арм. Ժակ Հասպեկյան, фр. Jacques Haspékian; 1928, Марсель — август 2015, там же) — французский и советский регбист армянского происхождения, тренер; основоположник регби в Советском Союзе и в Грузии в частности. Мастер спорта СССР по регби.

## Биография
Родился в 1927 году в Марселе, в семье армянских эмигрантов. Увлекался с детства спортом: был велогонщиком и регбистом, как игрок выступал на позиции скрам-хава за «Лион». В 1950-е годы во время хрущёвской оттепели прибыл в составе второй волны репатриации на историческую родину.
В Армении Жак попытался организовать регбийный клуб, однако столкнулся с волной непонимания со стороны чиновников, не принимавших регби как «буржуазный» спорт, и уехал в Грузию, осев в Тбилиси и устроившись портным. В 1957 году во время Всемирного фестиваля молодёжи и студентов в Москве прошли показательные соревнования по стрельбе из лука, бадминтону и регби. Это вдохновило Аспекяна на продолжение попыток развить регби в СССР.
15 октября 1959 года состоялась первая тренировка по регби среди студентов Грузинского политехнического института, которую провёл Аспекян, рассказав о правилах игры. Если на первой тренировке было всего 20 человек, то на второй их было намного больше. Стараниями Жака была создана команда Грузинского политехнического института (ГПИ, правопреемником является клуб «Кочеби»). Игроки занимались тем мячом, который Аспекян привёз из Марселя. Через несколько месяцев усилиями Жака были созданы команда обувной фабрики «Исани» (тбилисский район Навтлуги) и команда Грузинского сельскохозяйственного института (СХИ), тренерами которой он работал поочерёдно.
В 1961 году Гиви Мрелашвили зарегистрировал федерацию регби в Спорткомитете Грузинской ССР и стал её председателем, назначив Аспекяна на должность своего заместителя. В 1963 году провёл первый показательный матч по регби между командами ГПИ и СХИ. Позже роль Аспекяна в грузинском регби свелась к минимуму: он отправился в Армению и всё же создал там регбийную команду, но грузинского успеха не повторил, покинув в 1965 году Грузию и уехав в Марсель. Проживая во Франции, он следил за успехами регби в Грузии и общался не раз с игроками и тренерами, приезжавшими к нему из Грузии (одна такая встреча прошла в 2000 году).
В 2001 году Жак Аспекян посетил Тбилиси и игру Кубка европейских наций между сборными Грузии и Португалии: визит организовал руководитель группы развития Союза регби Грузии Гии Чумбуридзе. В 2007 году он остановился в отеле, где располагалась сборная Грузии во время чемпионата мира, и провёл встречу с игроками. Встречу описывали французские журналисты, для которых стало открытием то, какую роль сыграл Аспекян в грузинском регби.
Аспекян встретил в Тбилиси свою будущую невесту, балерину Заиру Гурамишвили из старинного княжеского рода Цицишвили. В браке родились сыновья Жерар и Морис. Жерар был главой одного коммерческого предприятия, а Морис работал в Департаменте полиции Франции.
Жак Аспекян скончался в августе 2015 года в доме престарелых Марселя.